# شارع السلام (مسلسل تركي)
شارع السلام هو مسلسل تم إنتاجه في تركيا. عرض لأول مرة بتاريخ 7 سبتمبر 2012 على قناة أي تي في. بلغ عدد مواسمه 3 مواسم، و عدد حلقاته 100 حلقة، وتبلغ مدة الحلقة الواحدة 90 دقيقة. تم بث آخر حلقة منه بتاريخ 18 أبريل 2014.

## القصة
تدور الدراما التركية «شارع السلام» حول قصة حب تواجه الصراعات الطبقية والأحقاد الاجتماعية، وتتصدى للمخططات والمؤامرات.
ويطرح العمل حكاية تنطلق من حارة تقطنها عائلات طيبة تدعى شارع السلام، وتتطرق إلى علاقة بين بلال وفاديا التي رفضتها عائلتيهما بسبب الاختلافات الفكرية والفوارق الطبقية بينهما.
وتنشأ هذه القصة بين شاب جامعي يتيم الأب وفقير الحال (بلال) المسؤول عن رعاية والدته وشقيقته، ويعمل على سيارة أجرة من أجل إعالتهما، وشابة يتيمة الأم وثرية جداً تدعى (فادية)، وهي الابنة الوحيدة لصاحب الشركات والنفوذ والسلطة (نجم الدين)، وهو أحد أهم رجال الأعمال الكبار في إسطنبول.
ويضم شارع السلام عالمين مختلفين، يتمثل الأول منهما في البساطة والفقر الذي ينتمي بلال إليه، والثاني في الثراء الفاحش والسلطة، وعلى رأسه فاديا.
ويؤكد المسلسل على أنه إذا دق قلب شاب فقير لفتاة لا تنتمي إلى بيئته فستنقلب الأمور رأساً على عقب، وتجد عشرات العقبات في وجههما، وهذا ما يحدث في العمل إذ ترفض (أم بلال) هذا الارتباط، لأنها ترغب في أن تزوّج ابنها إلى ابنة الجيران (شكران) التي تحب (بلال) منذ الطفولة.
ولكن تأتي الرياح بما لا تشتهي السفن، إذ لا يبادل بلال ابنة الجيران المشاعر نفسها يتجاهلها دائماً.
ومن ناحية أخرى، تحاول سعادة (والدة شكران) بجميع الوسائل المتاحة والحيل تزويج بلال من ابنتها، وهنا تبدأ الصراعات الطبقية والاجتماعية بين الأبطال وتتشابك الأحداث، ويحارب الحب الجميع.
وعلى خط درامي آخر، يطرح «شارع السلام» حكايات متشعبة ومتشابكة الخيوط، منها قصّة أمل (زوجة نجم الدين)، وهي امرأة خطرة تسيطر على قرارات زوجها، وتتحكم في إدارة مجموعة شركاته إلى حد كبير، وتكن الكثير من الحقد والضغينة لفاديا.

## النسخة الدولية
| بلد                      | الشبكة                       | عرض بتاريخ   | اسم المسلسل  |
| ------------------------ | ---------------------------- | ------------ | ------------ |
| تركيا                    | أي تي في ‏                    | 7 Eylül 2012 | Huzur Sokağı |
| الإمارات العربية المتحدة | إم بي سي 4 شبكة أوربت شوتايم | 2013/2014    | شارع السلام  |
| إندونيسيا                | آر سي تي آي                  |              | Gang Damai   |